# Vävknut
Vävknut, eller skotstek, är en knut med egenskaper som liknar en råbandsknop. Den används för att skarva varpen och annan tråd vid vävning. Inom bokbinderi används vävknuten för att skarva tråden vid häftning av ett bokband.